# Sygnały świergotowe
Sygnały świergotowe (ang. Chirp signals) czasem pulsujący-FM (ang. Pulsed-FM) – sygnały o modulacji szerokopasmowej, w której fala nośna dodatkowo jest modulowana w pewien znany sposób w szerokim zakresie częstotliwości i przesyłana w czasie trwania impulsu. Okres i współczynnik wypełnienia impulsów jest ustalony odpowiednią sekwencją.
Najprostszym sposobem modulacji częstotliwości nośnej jest jej liniowa zmiana w czasie. Ta technika pierwotnie znalazła zastosowanie w radarach (radar impulsowy), lecz można ją też z powodzeniem stosować w telekomunikacji.